# Tombe 7 d'Amarna
La tombe 7 d'Amarna est l'une des tombes du Sud à Amarna, en Égypte. Elle est la sépulture de Parennefer, un majordome d'Akhenaton.

## Description
La façade de la tombe représente des scènes avec Akhenaton, Néfertiti, Mérytaton et Mâkhétaton (et à gauche Ânkhésenpaaton) faisant des offrandes à Aton. Près de l'entrée, Akhenaton, Néfertiti et les trois filles font des offrandes à la divinité Aton et dans une scène voisine, Parennefer fait une prière.

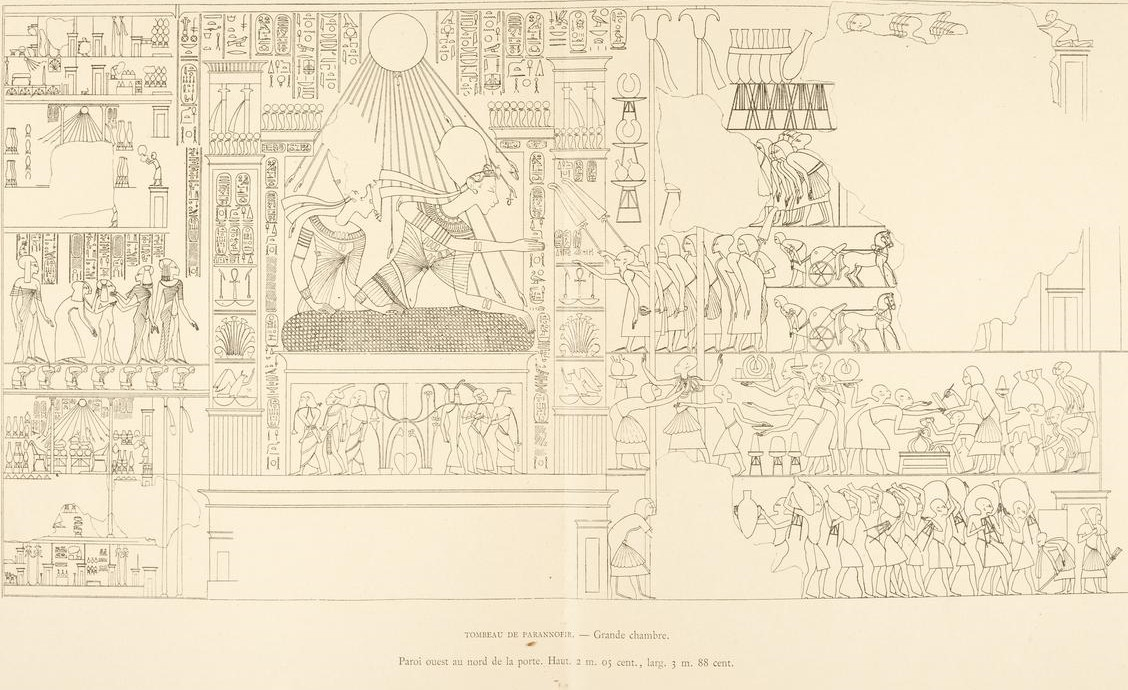
Scène d'attribution avec Akhenaton et Néfertiti dans la tombe de Parennefer

Sur le mur ouest, une scène d'attribution de récompense montre Akhenaton et Néfertiti dans la « fenêtre des Apparitions ». Les princesses Mérytaton, Mâkhétaton, Ânkhésenpaaton et la sœur de la reine Moutnedjemet) sont représentées dans le palais, dans une pièce située derrière la fenêtre. Parennefer est représenté recevant de nombreux cadeaux de la part de la famille royale, puis retournant à sa maison au milieu de la foule en fête. On le voit être reçu aux portes de sa propre maison par sa femme (dont le nom a été perdu), mais on dit qu'il était le favori de l'épouse principale du roi, Néfertiti.
Le mur est contient une scène où le roi donne une audience à Parennefer. Akhenaton, Néfertiti et une de leurs filles sont représentés dans un kiosque, tandis que Parennefer et un serviteur apparaissent devant la famille royale. Le serviteur offre un onguent, tandis que Parennefer prononce un discours. Plusieurs courtisans et musiciens assistent à la scène et plusieurs tables contenant de la nourriture et des boissons sont présentées dans la scène.